# 无矛盾律
在古典邏輯中，无矛盾律（英語：Law of noncontradiction，縮寫為LNC），也被称为矛盾律（law of contradiction），把断言命题 Q 和它的否定命题 ¬ Q 二者同时在"同一方面"为真的任何命题 P 断定为假。用亚里士多德的话说，“你不能同时声称某事物在同一方面既是又不是”。
更簡單的說，對於任何命題 P，P 和 ¬ P 不能同時為真。在符号上，这可表达为:{\displaystyle \neg (P\wedge \neg P)\,}为真。
二值和有关规律检视了无矛盾律和类似定律的关系，比如二值原理，不应与之混淆。
這條規律的根據之一，是爆炸原理，即在經典邏輯中陳述由矛盾可得一切事物的規則。它適用於歸謬法的證明。爲了表達這一規律不以時間爲轉移且爲了避免歧義，它有時會被修正表述爲「在同一時刻、同一意義上，矛盾命題不同時為真。」
無矛盾律，與排中律和同一律同屬於三大傳統思維規律。在德摩根定律中，無矛盾律等同於排中律。不過，沒有任何邏輯體系僅僅建立三條規律之上，而且也沒有任何其中之一的規律可以得出諸如德摩根定律與肯定前件這樣的推理規則。
無矛盾律和排中律創造了「邏輯空間」中的二分法——「空間」中的兩部分在同一整體中互補且互斥。無矛盾律只是在二分法中强調「互斥」這一方面的表述，而排中律則是强調「互補」這一方面的表述。

## 解釋
應用無矛盾律的一個難點在於命題本身的歧義性。例如說，如果命題A和命題B沒有被明確清晰地表述，則命題A可能同時也是命題B，而非在不同時刻。命題A和命題B可能在某些情況中聽起來是互相排斥的，但A也許一部分屬於B的同時另一部分不屬於B。不論如何，我們不可能斷言同一事物在同一意義上，同時地，同樣固定性質地，存在但又不存在。

#### 巴門尼德
巴門尼德將他的思想分為真理之道和意見之道。關於真理之道，他認為我們無法知道不存在的事物，因為思考和存在是一體的。同時，現在存在的事物無法在將來存在，也消除了變化的概念以及證明了無矛盾律。他強調思想和語言需要有客體存在，並認為存在與持續性密不可分。